# Bryan Hines

Zawodnik Northwestern Wildcats

Bryan Hines (ur. 14 maja 1896 w Morehead, zm. 10 września 1964 we Flagstaff) – amerykański zapaśnik walczący w stylu wolnym. Brązowy medalista olimpijski z Paryża 1924, w wadze koguciej.
Zawodnik Northwestern University.
Mistrz Amateur Athletic Union w 1924 roku.

## Letnie Igrzyska Olimpijskie 1924
| Konkurencja      | Rundy eliminacyjne  | Rundy eliminacyjne         | Rundy eliminacyjne     | Rundy eliminacyjne     | Rundy eliminacyjne     | Klas. końcowa |
| Konkurencja      | Ćwierćfinał         | Półfinał                   | Repasaże o 2. miejsce  | Repasaże o 3. miejsce  | Repasaże o 3. miejsce  | Miejsce       |
| ---------------- | ------------------- | -------------------------- | ---------------------- | ---------------------- | ---------------------- | ------------- |
| 56 kg styl wolny | Jaak Dillen (BEL) Z | Kustaa Pihlajamäki (FIN) P | Kaarlo Mäkinen (FIN) P | Ragnar Larsson (SWE) Z | Gaston Ducayla (FRA) Z | 3.            |